# Mutisia
Mutisia là một chi thực vật có hoa trong phân họ Mutisioideae của họ Cúc. Mutisia lấy tên theo nhà thực vật học José Celestino Mutis. Chi này gồm khoảng sáu mươi loài có mặt khắp vùng Andes, nam Brasil, Paraguay, Uruguay và bắc Argentina.
Loài
- Mutisia acerosa Poepp. ex Less.
- Mutisia acuminata Ruiz & Pav.
- Mutisia alata Hieron.
- Mutisia andersonii Sodiro ex Hieron.
- Mutisia araucana Phil.
- Mutisia brachyantha Phil.
- Mutisia burkartii Cabrera
- Mutisia caldasiana Cuatrec.
- Mutisia campanulata Less.
- Mutisia cana Poepp. & Endl.
- Mutisia castellanosii Cabrera
- Mutisia coccinea A.St.-Hil.
- Mutisia cochabambensis Hieron.
- Mutisia comptoniifolia Rusby
- Mutisia decurrens Cav.
- Mutisia digodon
- Mutisia friesiana Cabrera
- Mutisia glabrata Cuatrec.
- Mutisia grandiflora Humb. & Bonpl.
- Mutisia hamata Reiche
- Mutisia hieronymi Sodiro ex Cabrera
- Mutisia homoeantha Wedd.
- Mutisia hookeri Meyen
- Mutisia ilicifolia Hook.
- Mutisia intermedia Hieron.
- Mutisia involucrata Phil.
- Mutisia kurtzii R.E.Fr.
- Mutisia lanata Ruiz & Pav.
- Mutisia lanigera Wedd.
- Mutisia latifolia D.Don
- Mutisia ledifolia Decne. ex Wedd.
- Mutisia lehmannii Hieron.
- Mutisia linearifolia Cav.
- Mutisia linifolia Hook.
- Mutisia lutzii G.M.Barroso
- Mutisia macrophylla Phil.
- Mutisia magnifica C.Ulloa & P.Jørg.
- Mutisia mandoniana Wedd. ex Cabrera
- Mutisia mathewsii Hook. & Arn.
- Mutisia microcephala Sodiro ex Cabrera
- Mutisia microphylla Willd. ex DC.
- Mutisia ochroleuca Cuatrec.
- Mutisia oligodon Poepp. & Endl.
- Mutisia orbignyana Wedd.
- Mutisia pulcherrima Muschl.
- Mutisia retusa J.Rémy
- Mutisia rosea Poepp. ex Less.
- Mutisia saltensis Cabrera
- Mutisia santanderana Cuatrec.
- Mutisia sinuata Cav.
- Mutisia sodiroi Hieron.
- Mutisia speciosa Aiton ex Hook.
- Mutisia spectabilis Phil.
- Mutisia spinosa Ruiz & Pav.
- Mutisia splendens Renjifo
- Mutisia stuebelii Hieron.
- Mutisia subspinosa Cav.
- Mutisia tridens Poepp. ex Less.
- Mutisia vicia J. Koster
- Mutisia viridis Cuatrec.

trước đây đặt trong Mutisia
xem Gongylolepis
- Mutisia obovata - Gongylolepis martiana